# Aleksej Aleksandrovitsj van Rusland

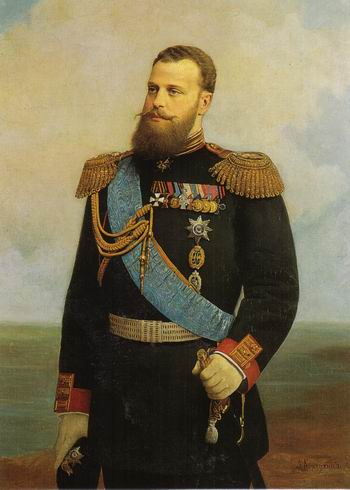
Grootvorst Aleksej Aleksandrovitsj van Rusland

Aleksej Aleksandrovitsj Romanov, grootvorst van Rusland (Russisch: Алексей Александрович Романов) (Sint-Petersburg, 14 januari 1850 – Parijs, 27 november 1908), was het vijfde kind en de vierde zoon van tsaar Alexander II van Rusland en diens echtgenote, tsarina Marie van Hessen-Darmstadt (Maria Aleksandrovna). Hij was voorbestemd een carrière bij de marine te krijgen, en hij was pas zeven jaar toen hij bij de marine ging. Op 20-jarige leeftijd werd hij luitenant van de Keizerlijke Russische Marine. En hij had alle Europese-Russische havensteden al bezocht. In 1871 werd Aleksej als ambassadeur naar de Verenigde Staten en naar het Japanse Keizerrijk gestuurd, dit om de relaties tussen Rusland en de Verenigde Staten te verbeteren en die tussen Rusland en het Japanse Keizerrijk.
In 1883 werd Aleksej benoemd tot admiraal-generaal.
Hij had een oudere zus: Alexandra en drie oudere broers: Nicolaas, Alexander, en Vladimir. Hij kreeg ook een jongere zus: Maria, en twee jongere broers: Sergej en Paul. Hij trouwde in 1870 met Alexandra Vassilievna Zjoekovskja, dochter van Vasili Zjoekovski en Elisabeth van Reuten. Aleksej en Alexandra kregen één zoon: Aleksej (geboren in 1871), die tussen 1930 en 1932 werd vermoord door de sovjets.

## Carrière
Aan het einde van het jaar 1871 maakte Aleksej een reis naar de Verenigde Staten, waar hij 34 grote steden bezocht. Hij maakte zich erg populair door zijn schenking van $5000 in goud aan de inwoners van Chicago, die na een grote brand dakloos waren geworden, en aan de bewoners van de sloppenwijken van Boston en New York. Hij vierde in Amerika zijn 22-jarige verjaardag met een jachtpartij. Grootvorst Aleksej reisde de hele wereld over. Zo ontmoette hij in 1872 te Rio de Janeiro keizer Pedro II van Brazilië en keizerin Theresia. Aleksej ontving van Pedro II de Orde van Pedro I. In november van hetzelfde jaar ontmoette hij keizer Meiji van Japan. Later ontmoette hij ook diens vrouw keizerin Masako.
Aleksej was opperadmiraal bij de Russische marine en was een van de mannen die besloot om Afrika en Azië te varen om vervolgens de Japanse vloot aan te vallen. De Russische marine werd verslagen in een ongelijk gevecht (Slag bij Tsushima). Dit voorval kostte de grootvorst zijn carrière. Hij nam ontslag en vestigde zich in Parijs. Daar overleed hij op 27 november 1908.

## Kwartierstaat
| Paul I van Rusland (1754-1801)                   | Paul I van Rusland (1754-1801)                   | Paul I van Rusland (1754-1801)                   | Paul I van Rusland (1754-1801)                   | Paul I van Rusland (1754-1801)                   | Paul I van Rusland (1754-1801)                   | Sophia Dorothea Augusta Louisa van Württemberg (1759-1828) | Sophia Dorothea Augusta Louisa van Württemberg (1759-1828) | Sophia Dorothea Augusta Louisa van Württemberg (1759-1828) | Sophia Dorothea Augusta Louisa van Württemberg (1759-1828) | Sophia Dorothea Augusta Louisa van Württemberg (1759-1828) | Sophia Dorothea Augusta Louisa van Württemberg (1759-1828) |                                       |                                       | Frederik Willem III van Pruisen (1770-1840) | Frederik Willem III van Pruisen (1770-1840) | Frederik Willem III van Pruisen (1770-1840)      | Frederik Willem III van Pruisen (1770-1840)      | Frederik Willem III van Pruisen (1770-1840)      | Frederik Willem III van Pruisen (1770-1840)      | Louise van Mecklenburg-Strelitz (1776-1810)      | Louise van Mecklenburg-Strelitz (1776-1810)      | Louise van Mecklenburg-Strelitz (1776-1810) | Louise van Mecklenburg-Strelitz (1776-1810) | Louise van Mecklenburg-Strelitz (1776-1810)     | Louise van Mecklenburg-Strelitz (1776-1810)     |                                                 |                                                 | Lodewijk I van Hessen-Darmstadt (1753-1830)     | Lodewijk I van Hessen-Darmstadt (1753-1830)     | Lodewijk I van Hessen-Darmstadt (1753-1830) | Lodewijk I van Hessen-Darmstadt (1753-1830) | Lodewijk I van Hessen-Darmstadt (1753-1830)  | Lodewijk I van Hessen-Darmstadt (1753-1830)  | Louise van Hessen-Darmstadt (1761-1829)      | Louise van Hessen-Darmstadt (1761-1829)      | Louise van Hessen-Darmstadt (1761-1829)      | Louise van Hessen-Darmstadt (1761-1829)      | Louise van Hessen-Darmstadt (1761-1829) | Louise van Hessen-Darmstadt (1761-1829) |                                                |                                                | Karel Lodewijk van Baden (1755–1801)           | Karel Lodewijk van Baden (1755–1801)           | Karel Lodewijk van Baden (1755–1801)           | Karel Lodewijk van Baden (1755–1801)           | Karel Lodewijk van Baden (1755–1801) | Karel Lodewijk van Baden (1755–1801) | Amalia van Hessen-Darmstadt (1754–1832)      | Amalia van Hessen-Darmstadt (1754–1832)      | Amalia van Hessen-Darmstadt (1754–1832)      | Amalia van Hessen-Darmstadt (1754–1832)      | Amalia van Hessen-Darmstadt (1754–1832)      | Amalia van Hessen-Darmstadt (1754–1832)      |  |  |  |  |  |  |  |  |  |  |  |  |  |  |  |  |  |  |  |  |  |  |  |  |  |  |  |  |  |  |  |  |  |  |  |  |  |  |  |  |  |  |  |  |  |  |  |  |
| Paul I van Rusland (1754-1801)                   | Paul I van Rusland (1754-1801)                   | Paul I van Rusland (1754-1801)                   | Paul I van Rusland (1754-1801)                   | Paul I van Rusland (1754-1801)                   | Paul I van Rusland (1754-1801)                   | Sophia Dorothea Augusta Louisa van Württemberg (1759-1828) | Sophia Dorothea Augusta Louisa van Württemberg (1759-1828) | Sophia Dorothea Augusta Louisa van Württemberg (1759-1828) | Sophia Dorothea Augusta Louisa van Württemberg (1759-1828) | Sophia Dorothea Augusta Louisa van Württemberg (1759-1828) | Sophia Dorothea Augusta Louisa van Württemberg (1759-1828) |                                       |                                       | Frederik Willem III van Pruisen (1770-1840) | Frederik Willem III van Pruisen (1770-1840) | Frederik Willem III van Pruisen (1770-1840)      | Frederik Willem III van Pruisen (1770-1840)      | Frederik Willem III van Pruisen (1770-1840)      | Frederik Willem III van Pruisen (1770-1840)      | Louise van Mecklenburg-Strelitz (1776-1810)      | Louise van Mecklenburg-Strelitz (1776-1810)      | Louise van Mecklenburg-Strelitz (1776-1810) | Louise van Mecklenburg-Strelitz (1776-1810) | Louise van Mecklenburg-Strelitz (1776-1810)     | Louise van Mecklenburg-Strelitz (1776-1810)     |                                                 |                                                 | Lodewijk I van Hessen-Darmstadt (1753-1830)     | Lodewijk I van Hessen-Darmstadt (1753-1830)     | Lodewijk I van Hessen-Darmstadt (1753-1830) | Lodewijk I van Hessen-Darmstadt (1753-1830) | Lodewijk I van Hessen-Darmstadt (1753-1830)  | Lodewijk I van Hessen-Darmstadt (1753-1830)  | Louise van Hessen-Darmstadt (1761-1829)      | Louise van Hessen-Darmstadt (1761-1829)      | Louise van Hessen-Darmstadt (1761-1829)      | Louise van Hessen-Darmstadt (1761-1829)      | Louise van Hessen-Darmstadt (1761-1829) | Louise van Hessen-Darmstadt (1761-1829) |                                                |                                                | Karel Lodewijk van Baden (1755–1801)           | Karel Lodewijk van Baden (1755–1801)           | Karel Lodewijk van Baden (1755–1801)           | Karel Lodewijk van Baden (1755–1801)           | Karel Lodewijk van Baden (1755–1801) | Karel Lodewijk van Baden (1755–1801) | Amalia van Hessen-Darmstadt (1754–1832)      | Amalia van Hessen-Darmstadt (1754–1832)      | Amalia van Hessen-Darmstadt (1754–1832)      | Amalia van Hessen-Darmstadt (1754–1832)      | Amalia van Hessen-Darmstadt (1754–1832)      | Amalia van Hessen-Darmstadt (1754–1832)      |  |  |  |  |  |  |  |  |  |  |  |  |  |  |  |  |  |  |  |  |  |  |  |  |  |  |  |  |  |  |  |  |  |  |  |  |  |  |  |  |  |  |  |  |  |  |  |  |
|                                                  |                                                  |                                                  |                                                  |                                                  |                                                  |                                                            |                                                            |                                                            |                                                            |                                                            |                                                            |                                       |                                       |                                             |                                             |                                                  |                                                  |                                                  |                                                  |                                                  |                                                  |                                             |                                             |                                                 |                                                 |                                                 |                                                 |                                                 |                                                 |                                             |                                             |                                              |                                              |                                              |                                              |                                              |                                              |                                         |                                         |                                                |                                                |                                                |                                                |                                                |                                                |                                      |                                      |                                              |                                              |                                              |                                              |                                              |                                              |  |  |  |  |  |  |  |  |  |  |  |  |  |  |  |  |  |  |  |  |  |  |  |  |  |  |  |  |  |  |  |  |  |  |  |  |  |  |  |  |  |  |  |  |  |  |  |  |
|                                                  |                                                  |                                                  |                                                  | Nicolaas I van Rusland (1796–1855)               | Nicolaas I van Rusland (1796–1855)               | Nicolaas I van Rusland (1796–1855)                         | Nicolaas I van Rusland (1796–1855)                         | Nicolaas I van Rusland (1796–1855)                         | Nicolaas I van Rusland (1796–1855)                         |                                                            |                                                            |                                       |                                       |                                             |                                             | Charlotte van Pruisen (1798-1860)                | Charlotte van Pruisen (1798-1860)                | Charlotte van Pruisen (1798-1860)                | Charlotte van Pruisen (1798-1860)                | Charlotte van Pruisen (1798-1860)                | Charlotte van Pruisen (1798-1860)                |                                             |                                             |                                                 |                                                 |                                                 |                                                 |                                                 |                                                 |                                             |                                             | Lodewijk II van Hessen-Darmstadt (1777-1848) | Lodewijk II van Hessen-Darmstadt (1777-1848) | Lodewijk II van Hessen-Darmstadt (1777-1848) | Lodewijk II van Hessen-Darmstadt (1777-1848) | Lodewijk II van Hessen-Darmstadt (1777-1848) | Lodewijk II van Hessen-Darmstadt (1777-1848) |                                         |                                         |                                                |                                                |                                                |                                                | Wilhelmina van Baden (1788-1836)               | Wilhelmina van Baden (1788-1836)               | Wilhelmina van Baden (1788-1836)     | Wilhelmina van Baden (1788-1836)     | Wilhelmina van Baden (1788-1836)             | Wilhelmina van Baden (1788-1836)             |                                              |                                              |                                              |                                              |  |  |  |  |  |  |  |  |  |  |  |  |  |  |  |  |  |  |  |  |  |  |  |  |  |  |  |  |  |  |  |  |  |  |  |  |  |  |  |  |  |  |  |  |  |  |  |  |
|                                                  |                                                  |                                                  |                                                  | Nicolaas I van Rusland (1796–1855)               | Nicolaas I van Rusland (1796–1855)               | Nicolaas I van Rusland (1796–1855)                         | Nicolaas I van Rusland (1796–1855)                         | Nicolaas I van Rusland (1796–1855)                         | Nicolaas I van Rusland (1796–1855)                         |                                                            |                                                            |                                       |                                       |                                             |                                             | Charlotte van Pruisen (1798-1860)                | Charlotte van Pruisen (1798-1860)                | Charlotte van Pruisen (1798-1860)                | Charlotte van Pruisen (1798-1860)                | Charlotte van Pruisen (1798-1860)                | Charlotte van Pruisen (1798-1860)                |                                             |                                             |                                                 |                                                 |                                                 |                                                 |                                                 |                                                 |                                             |                                             | Lodewijk II van Hessen-Darmstadt (1777-1848) | Lodewijk II van Hessen-Darmstadt (1777-1848) | Lodewijk II van Hessen-Darmstadt (1777-1848) | Lodewijk II van Hessen-Darmstadt (1777-1848) | Lodewijk II van Hessen-Darmstadt (1777-1848) | Lodewijk II van Hessen-Darmstadt (1777-1848) |                                         |                                         |                                                |                                                |                                                |                                                | Wilhelmina van Baden (1788-1836)               | Wilhelmina van Baden (1788-1836)               | Wilhelmina van Baden (1788-1836)     | Wilhelmina van Baden (1788-1836)     | Wilhelmina van Baden (1788-1836)             | Wilhelmina van Baden (1788-1836)             |                                              |                                              |                                              |                                              |  |  |  |  |  |  |  |  |  |  |  |  |  |  |  |  |  |  |  |  |  |  |  |  |  |  |  |  |  |  |  |  |  |  |  |  |  |  |  |  |  |  |  |  |  |  |  |  |
|                                                  |                                                  |                                                  |                                                  |                                                  |                                                  |                                                            |                                                            |                                                            |                                                            | Alexander II van Rusland (1818–1881)                       | Alexander II van Rusland (1818–1881)                       | Alexander II van Rusland (1818–1881)  | Alexander II van Rusland (1818–1881)  | Alexander II van Rusland (1818–1881)        | Alexander II van Rusland (1818–1881)        |                                                  |                                                  |                                                  |                                                  |                                                  |                                                  |                                             |                                             |                                                 |                                                 |                                                 |                                                 |                                                 |                                                 |                                             |                                             |                                              |                                              |                                              |                                              |                                              |                                              | Marie van Hessen-Darmstadt (1824-1880)  | Marie van Hessen-Darmstadt (1824-1880)  | Marie van Hessen-Darmstadt (1824-1880)         | Marie van Hessen-Darmstadt (1824-1880)         | Marie van Hessen-Darmstadt (1824-1880)         | Marie van Hessen-Darmstadt (1824-1880)         |                                                |                                                |                                      |                                      |                                              |                                              |                                              |                                              |                                              |                                              |  |  |  |  |  |  |  |  |  |  |  |  |  |  |  |  |  |  |  |  |  |  |  |  |  |  |  |  |  |  |  |  |  |  |  |  |  |  |  |  |  |  |  |  |  |  |  |  |
|                                                  |                                                  |                                                  |                                                  |                                                  |                                                  |                                                            |                                                            |                                                            |                                                            | Alexander II van Rusland (1818–1881)                       | Alexander II van Rusland (1818–1881)                       | Alexander II van Rusland (1818–1881)  | Alexander II van Rusland (1818–1881)  | Alexander II van Rusland (1818–1881)        | Alexander II van Rusland (1818–1881)        |                                                  |                                                  |                                                  |                                                  |                                                  |                                                  |                                             |                                             |                                                 |                                                 |                                                 |                                                 |                                                 |                                                 |                                             |                                             |                                              |                                              |                                              |                                              |                                              |                                              | Marie van Hessen-Darmstadt (1824-1880)  | Marie van Hessen-Darmstadt (1824-1880)  | Marie van Hessen-Darmstadt (1824-1880)         | Marie van Hessen-Darmstadt (1824-1880)         | Marie van Hessen-Darmstadt (1824-1880)         | Marie van Hessen-Darmstadt (1824-1880)         |                                                |                                                |                                      |                                      |                                              |                                              |                                              |                                              |                                              |                                              |  |  |  |  |  |  |  |  |  |  |  |  |  |  |  |  |  |  |  |  |  |  |  |  |  |  |  |  |  |  |  |  |  |  |  |  |  |  |  |  |  |  |  |  |  |  |  |  |
|                                                  |                                                  |                                                  |                                                  |                                                  |                                                  |                                                            |                                                            |                                                            |                                                            |                                                            |                                                            |                                       |                                       |                                             |                                             |                                                  |                                                  |                                                  |                                                  |                                                  |                                                  |                                             |                                             |                                                 |                                                 |                                                 |                                                 |                                                 |                                                 |                                             |                                             |                                              |                                              |                                              |                                              |                                              |                                              |                                         |                                         |                                                |                                                |                                                |                                                |                                                |                                                |                                      |                                      |                                              |                                              |                                              |                                              |                                              |                                              |  |  |  |  |  |  |  |  |  |  |  |  |  |  |  |  |  |  |  |  |  |  |  |  |  |  |  |  |  |  |  |  |  |  |  |  |  |  |  |  |  |  |  |  |  |  |  |  |
|                                                  |                                                  |                                                  |                                                  |                                                  |                                                  |                                                            |                                                            |                                                            |                                                            |                                                            |                                                            |                                       |                                       |                                             |                                             |                                                  |                                                  |                                                  |                                                  |                                                  |                                                  |                                             |                                             |                                                 |                                                 |                                                 |                                                 |                                                 |                                                 |                                             |                                             |                                              |                                              |                                              |                                              |                                              |                                              |                                         |                                         |                                                |                                                |                                                |                                                |                                                |                                                |                                      |                                      |                                              |                                              |                                              |                                              |                                              |                                              |  |  |  |  |  |  |  |  |  |  |  |  |  |  |  |  |  |  |  |  |  |  |  |  |  |  |  |  |  |  |  |  |  |  |  |  |  |  |  |  |  |  |  |  |  |  |  |  |
| Nicolaas Aleksandrovitsj van Rusland (1843-1865) | Nicolaas Aleksandrovitsj van Rusland (1843-1865) | Nicolaas Aleksandrovitsj van Rusland (1843-1865) | Nicolaas Aleksandrovitsj van Rusland (1843-1865) | Nicolaas Aleksandrovitsj van Rusland (1843-1865) | Nicolaas Aleksandrovitsj van Rusland (1843-1865) |                                                            |                                                            | Alexander III van Rusland (1845–1894)                      | Alexander III van Rusland (1845–1894)                      | Alexander III van Rusland (1845–1894)                      | Alexander III van Rusland (1845–1894)                      | Alexander III van Rusland (1845–1894) | Alexander III van Rusland (1845–1894) |                                             |                                             | Vladimir Aleksandrovitsj van Rusland (1847-1909) | Vladimir Aleksandrovitsj van Rusland (1847-1909) | Vladimir Aleksandrovitsj van Rusland (1847-1909) | Vladimir Aleksandrovitsj van Rusland (1847-1909) | Vladimir Aleksandrovitsj van Rusland (1847-1909) | Vladimir Aleksandrovitsj van Rusland (1847-1909) |                                             |                                             | Aleksej Aleksandrovitsj van Rusland (1850-1908) | Aleksej Aleksandrovitsj van Rusland (1850-1908) | Aleksej Aleksandrovitsj van Rusland (1850-1908) | Aleksej Aleksandrovitsj van Rusland (1850-1908) | Aleksej Aleksandrovitsj van Rusland (1850-1908) | Aleksej Aleksandrovitsj van Rusland (1850-1908) |                                             |                                             | Maria Aleksandrovna van Rusland (1853-1920)  | Maria Aleksandrovna van Rusland (1853-1920)  | Maria Aleksandrovna van Rusland (1853-1920)  | Maria Aleksandrovna van Rusland (1853-1920)  | Maria Aleksandrovna van Rusland (1853-1920)  | Maria Aleksandrovna van Rusland (1853-1920)  |                                         |                                         | Sergej Aleksandrovitsj van Rusland (1857-1905) | Sergej Aleksandrovitsj van Rusland (1857-1905) | Sergej Aleksandrovitsj van Rusland (1857-1905) | Sergej Aleksandrovitsj van Rusland (1857-1905) | Sergej Aleksandrovitsj van Rusland (1857-1905) | Sergej Aleksandrovitsj van Rusland (1857-1905) |                                      |                                      | Paul Aleksandrovitsj van Rusland (1860-1919) | Paul Aleksandrovitsj van Rusland (1860-1919) | Paul Aleksandrovitsj van Rusland (1860-1919) | Paul Aleksandrovitsj van Rusland (1860-1919) | Paul Aleksandrovitsj van Rusland (1860-1919) | Paul Aleksandrovitsj van Rusland (1860-1919) |  |  |  |  |  |  |  |  |  |  |  |  |  |  |  |  |  |  |  |  |  |  |  |  |  |  |  |  |  |  |  |  |  |  |  |  |  |  |  |  |  |  |  |  |  |  |  |  |